# Kriegerdenkmal Wittenmoor
Das Kriegerdenkmal Wittenmoor ist ein denkmalgeschütztes Kriegerdenkmal im Ortsteil Wittenmoor der Stadt Stendal in Sachsen-Anhalt. Im örtlichen Denkmalverzeichnis ist das Kriegerdenkmal unter der Erfassungsnummer 094 76318 als Baudenkmal verzeichnet.

## Allgemeines
Das Kriegerdenkmal in Wittenmoor befindet sich auf einer Freifläche an der Kreuzung der Straßen Am Mühlenfeld und Am Fenn. Es handelt sich dabei um eine Pyramide aus Feldsteinen zur Erinnerung an die Gefallenen des Ersten Weltkriegs. In der Pyramide ist eine Gedenktafel eingelassen mit einer Inschrift und den Namen der Gefallenen.